# Associação de Estudantes do Instituto Superior Agronomia
L'Agronomia est un club portugais de rugby à XV basé à Lisbonne.
Le club évolue au plus haut niveau du rugby portugais, le Championnat du Portugal de rugby à XV ou Division d'Honneur.

## Histoire
L'Agronomia remporte sa neuvième Coupe du Portugal en 2012.

## Palmarès
- Championnat du Portugal de rugby à XV (1)
  - Champion : 2006-07
  - Vice-Champion :

- Coupe du Portugal de rugby à XV (9)
  - Victoires : 1978, 1998, 1999, 2000, 2006, 2009, 2010, 2011, 2012
  - Finalistes : 1965, 1968, 2002, 2004, 2008, 2013, 2016

- Supercoupe du Portugal de rugby ( )
  - Victoires :

- Coupe ibérique de rugby à XV (1)
  - Vainqueur : 2007-08

## Joueurs

### Internationaux
- Luís Pissarra
- Duarte Cardoso Pinto
- Francisco Mira
- Gustavo Duarte
- Juan Severino

## Saison2007-2008
- Trois-quarts : Michael Lubbe, António Cardoso, Pinto Vasco, Gaspar Pedro Lorena, Ricardo Pinto, Diogo Coelho, Adérito Esteves, Duarte Matos Cortes, Rodrigo Sacadura, Manuel Assis Teixeira, Sebastião Sequeira, Francisco Mira, Filipe Saldanha.
- Demis (Demis de mêlée et Demis d'ouverture) : Duarte Cardoso Pinto, Gonçalo Albergaria, Lourenço Kadosh, Luis Pissarra
- Premières lignes (Talonneurs et Piliers): Salvador Kadosh, Eduardo Julião, Tiago Bastos, Bernardo Duarte, Francisco Isaac, José Luís Castro, Gustavo Duarte, Miguel Cavaco da Costa et Rodrigo Aguiar
- Deuxièmes lignes: Norberto Semedo, Francisco Cabral et Pedro Vieira.
- Troisièmes lignes: Jacques Roux, António Castelo, Carlos Schmidt Quadros, António Paulo Duarte, Nuno Amado da Silva, Juan Severino Somoza, Conrad Stickling.